# 中国—苏丹关系
中國—蘇丹關係是中華人民共和國和蘇丹之間的外交關係。

## 歷史
蘇丹於1956年獨立。中华人民共和国与苏丹共和国于1959年2月4日建立外交关系。
1964年，中国国务院总理周恩来、国务院副总理陈毅与苏丹总统易卜拉欣·阿布德进行互访。1997年两国外交部建立定期政治磋商机制。
最近的一次最高级别的互访为2007年中共中央总书记兼中国国家主席胡锦涛访问苏丹和2011年苏丹总统奥马尔·巴希尔访问中国。

## 高層互訪
中方訪蘇的有：中共中央總書記兼國家主席胡錦濤（2007年2月）；外交部長王毅（2015年1月）；習近平特使、環境保護部部長陳吉寧（2015年6月赴蘇丹出席巴希爾總統就職典禮）；農業部部長韓長賦（2016年9月）；全國政協副主席王家瑞（2016年11月）；中共中央政治局常委兼國務院副總理張高麗（2017年8月）；中國政府中東問題特使翟雋（2022年3月）；中國外交部非洲之角事務特使薛冰（2022年9月）。
蘇方訪華的有：總統巴希爾（2006年11月來華出席中非合作論壇北京峰會、2011年6月、2015年9月來華出席中國人民抗日戰爭暨世界反法西斯戰爭勝利70週年紀念活動、2018年9月來華出席中非合作論壇北京峰會）；總統助理、發展對華關係委員會副主席賈茲（2016年7月來華出席中非合作論壇約翰內斯堡峰會成果落實協調人會議）；外交部長甘杜爾（2016年10月）；外交國務部長烏薩馬（2018年7月）；外交部代理次長助理易卜拉欣（2019年6月來華出席中非合作論壇北京峰會成果落實協調人會議）。

## 經貿關係
中国自1970年开始向苏提供一定数量的经济援助，1995年中苏二国开始合作开采石油项目。2007年中苏双边贸易额56.6972亿美元，苏丹仅次于安哥拉和南非，为中国非洲第三大贸易伙伴。

## 文化關係
上世紀70年代，中國武漢雜技團幫助蘇丹培養出一大批雜技藝術人才，並協助組建蘇丹雜技團。1970年8月，中蘇兩國簽訂了《中蘇科學、技術、文化合作協定》，此後連續簽署了10個文化協定執行計劃。中國從1971年開始向蘇丹提供醫療援助並派遣醫療隊，迄今已派出37批。2008年10月，國家漢辦與喀土穆大學簽署合作建設孔子學院正式協議，2009年11月舉行揭牌儀式。

## 图集

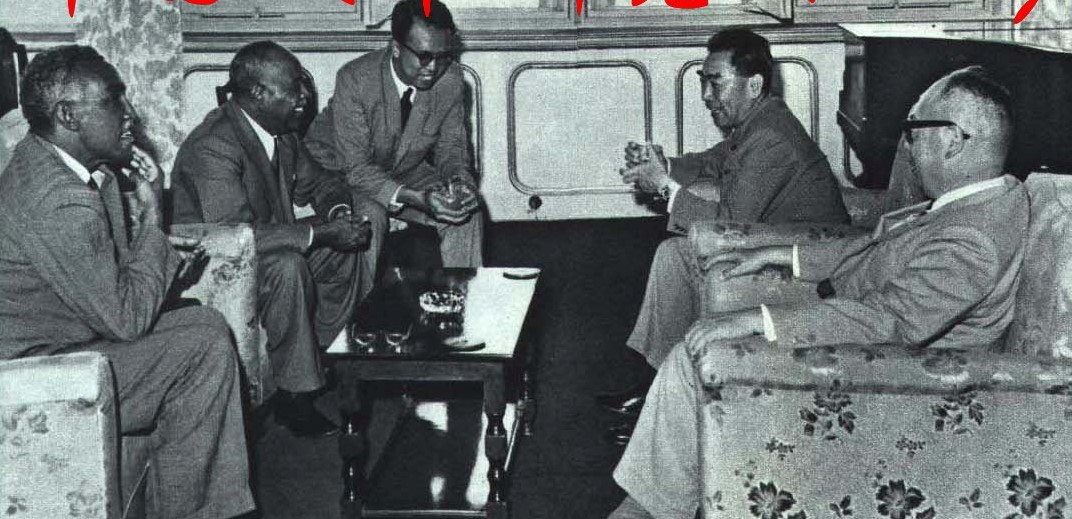
1964年1月27日 中国访问苏丹 中国国务院总理周恩来与苏丹武装部队最高领导人阿布德
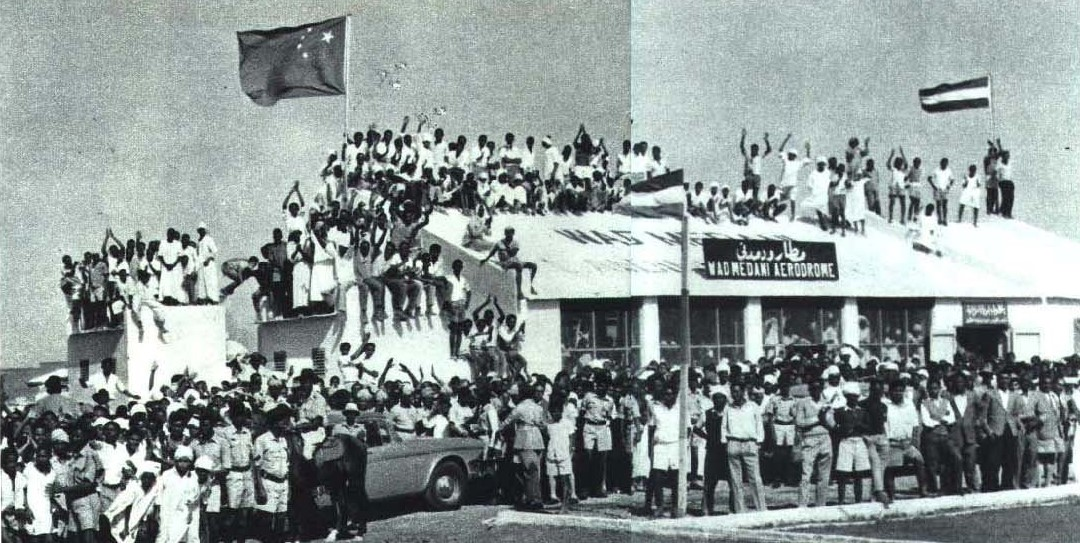
1964年1月29日 苏丹欢迎中国访问
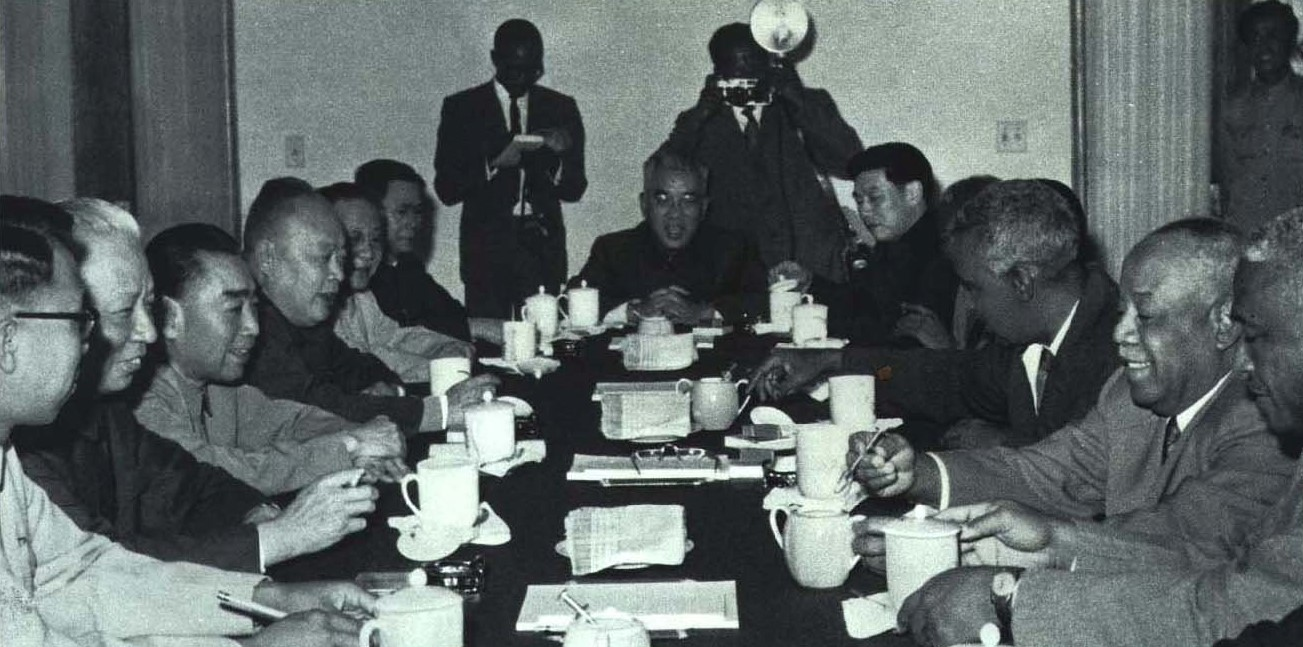
1964年5月 苏丹最高委员会主席阿布德率团访华 与中国国家主席刘少奇和国务院总理周恩来会谈
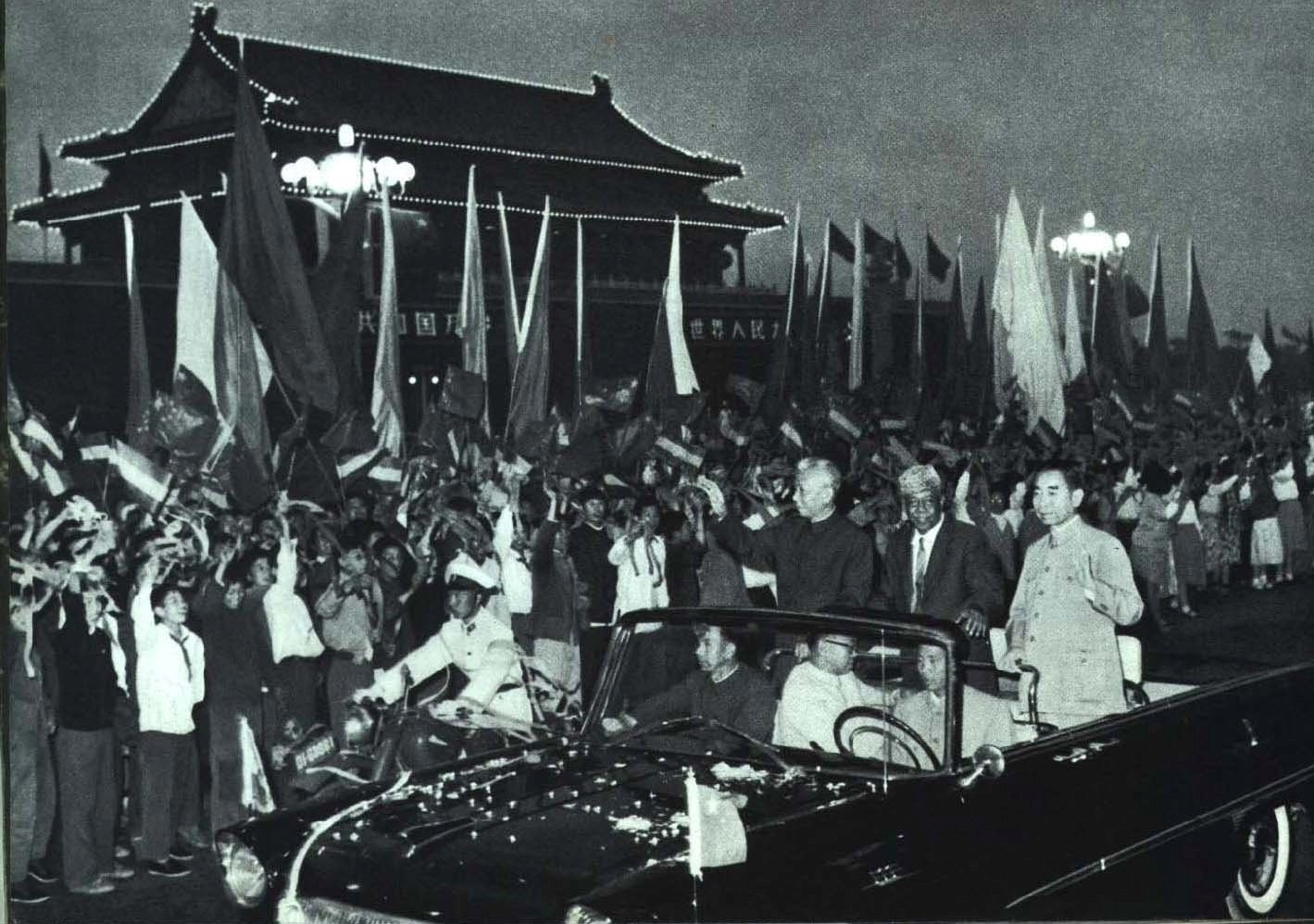
1964年5月 苏丹最高委员会主席阿布德率团访华
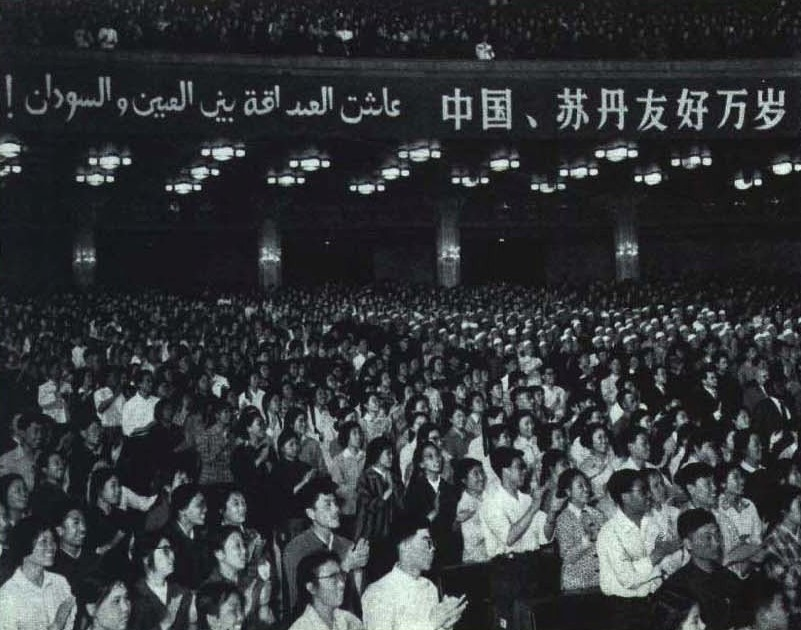
1964年5月18日 北京举行中苏友好会议

## 外部連結
- 中華人民共和國駐蘇丹共和國大使館官方網站（简体中文）（英文）（阿拉伯文）
  - 中華人民共和國駐蘇丹共和國大使館經濟商務處官方網站（简体中文）
- 蘇丹駐華大使館官方網站（简体中文）（英文）（阿拉伯文）

- 李榭熙，中國的第三世界政策與地緣政治策略.香港社會科學學報；36（2009.春夏）: 頁139－161 （页面存档备份，存于）
- Joseph Tse-Hei LEE, "The Dragon and the Eagle: China's encounters with the United States in the third world." Asia Journal of Global Studies, 2（1）（2008）: 1－15